# Zilzer Antal
Zilzer Antal Tóbiás (Pest, 1860. szeptember 20. – Budapest, Józsefváros, 1921. november 14.) magyar festőművész, Zilzer Hajnalka szobrászművész, keramikus apja, Zilzer Gyula festő, grafikus nagybátyja.

## Élete
Zilzer Mór (1834–1902) kereskedő és Kohn Janka zsidó családban született fia. Szülei építészeti pályára szánták. Művészeti tanulmányait a budapesti Mintarajziskolában kezdte, majd a Müncheni Képzőművészeti Akadémián folytatta, ahol Raupp, Hackl, Seitz és Herterich tanítványa volt. Ezt követően önállóan kezdett dolgozni és először II. Lajos bajor király arcképével és II. Lajos a ravatalon című képeivel tűnt ki. 1887-ben Münchenben Miksa József bajor herceg arcképével aranyérmet nyert. A Műcsarnokban és a Nemzeti Szalonban mutatta be munkáit. Főképp arcképeket és tájképeket festett. Az 1896. évi millenáris kiállításon két tájképet és Ibsen arcképét állította ki. Az Erdei magány és az Erdei idill című képeit I. Ferenc József vásárolta meg. Tanulmányait folytatva Párizsba és Londonba ment,  s végül 1892-ben Budapesten telepedett le. Jelentősebb portréi: Baross Gábor, Budenz József, Jókai Mór, Wahrmann Mór, Munkácsy Mihály. 1907-ben szemideg-sorvadás következtében elvesztette látását.
Sírja Budapesten a Kozma utcai izraelita temetőben található (5A-2-35)

## Magánélete
Felesége Koch Irma (1874–1947) volt, Koch Lipót mészáros és Rosenzweig Matild lánya, akivel 1892. május 15-én Budapesten kötött házasságot.